# Paracoelophyllum pedritosilvai
Paracoelophyllum pedritosilvai är en insektsart som beskrevs av Piza Jr. 1972. Paracoelophyllum pedritosilvai ingår i släktet Paracoelophyllum och familjen vårtbitare. Inga underarter finns listade i Catalogue of Life.